# La Tentation de saint Antoine (Rops)

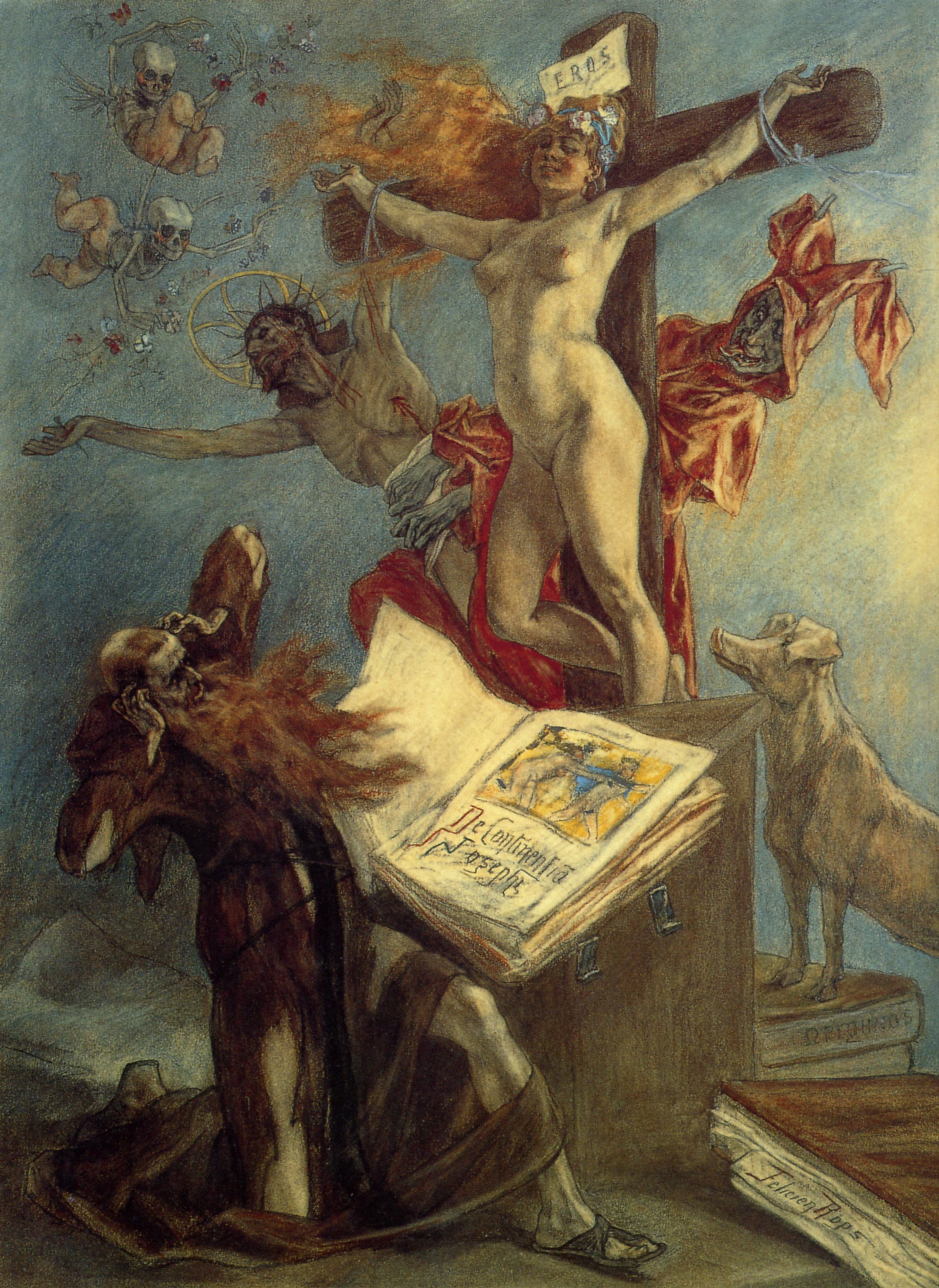
La Tentation de saint Antoine (1878)
Bibliothèque royale de Belgique, cabinet des estampes.

Pour les articles homonymes, voir La Tentation de saint Antoine.
La Tentation de saint Antoine est un dessin au pastel de Félicien Rops, réalisé en 1878, et qui fait partie des Sataniques, une série d'œuvres symbolistes où Rops développe sa verve anticléricale.

## Liminaire
Peu avant l'inauguration du bâtiment monumental érigé au Mont des Arts, la Bibliothèque royale de Belgique acquit en 1962 La Tentation de saint Antoine, un tableau provoquant dû à Félicien Rops et qui était sur toutes les lèvres des visiteurs de l'exposition des XX en 1884.
Que l'œuvre ait fait scandale, on peut parfaitement le comprendre aujourd'hui. Dans une composition baroque évoquant Rubens, Rops ridiculise le combat de l'Église catholique en faveur de l'abstinence et la stricte morale sexuelle de la bourgeoisie. De façon quasi blasphématoire, Rops a remplacé la figure décharnée du Christ par une femme nue, aux formes voluptueuses, tandis que la formule habituelle « INRI » fait place à une référence explicite à Eros. Saint Antoine, assis, plongé dans sa méditation, est surpris et quitte brusquement sa lecture. Cette composition forte tendait à exprimer l'impuissance de l'Église face au poids de la sexualité présente en tout être humain.
Selon Pierre Mac Orlan « tous les nombreux exégètes » de Rops considèrent la Tentation comme un chef-d’œuvre, quand bien même « on peut reprocher à ce tableau un côté anecdotique un peu facile ».

## Description
La Tentation de saint Antoine est un dessin au pastel rehaussé de gouache d'une dimension de 737 × 544 mm. Il est signé « Félicien Rops » sur la tranche d'un livre en dessous à droite.
Le dessin représente une femme nue et lascive sur la croix du Christ. Saint Antoine subit cette vision avec effroi. Un cochon, animal traditionnellement représenté aux côtés du saint, veille, sans doute pour établir un parallèle avec celui qui sommeille en chaque homme.

## Propriétaires successifs
Edmond Picard en est le premier propriétaire. À propos de la Tentation et de Picard, Camille Lemonnier écrit : 

« Elle occupait le fond d'une sorte de petit meuble, pareil aux légers et pieux autels portatifs du XVe siècle. Un double vantail imitait la fermeture d'un triptyque et se refermait au moyen d'une serrure délicate dont jalousement, et peut-être aussi pour dérober à des yeux profanes la beauté secrète de l'œuvre, le possesseur du trésor gardait la clef. »

Puis le dessin fut en possession de Charles Delafosse, avant d'arriver, par donation de la part d'un descendant de Delafosse, dans la collection d'Eugène Rodrigues-Henriques, auteur de plusieurs ouvrages sur Félicien Rops, mieux connu sous le pseudonyme d'Erastène Ramiro. Ce dernier le vend à Robert Schumann qui le revend en 1937 à Jean Puech. Ensuite, Léon Bournisien en devient le possesseur.
Mis en vente par madame J. Vidal, une libraire parisienne, la Bibliothèque royale de Belgique l'acquiert en 1962. Il est conservé depuis au cabinet des estampes de cette institution.

## Exposition
La Tentation de saint Antoine a été exposée, avec la mention « Appartient à Edmond Picard », au premier salon du Groupe des XX en 1884 où Rops exposait en tant qu'artiste invité. C'était la seule œuvre que Rops présentait à ce salon.